# Кирсипуу, Яан
Яан Кирсипуу (эст. Jaan Kirsipuu, род. 17 июля 1969, Тарту) — эстонский профессиональный шоссейный велогонщик. Победитель четырёх этапов самой престижной веломногодневки Тур де Франс и одного этапа Вуэльты Испании. Многократный чемпион Эстонии в групповой и индивидуальной гонке.

## Карьера
Профессиональную карьеру Яан Кирсипуу начал с командой Chazal, ныне известной под названием Ag2r–La Mondiale, за которую выступал 13 сезонов. В первом же сезоне к эстонцу пришла победа на однодневной гонке Тро-Бро Леон, однако первая громкая - случилась лишь в 1998 году, когда гонщик победил на 3 этапе Вуэльты Испании.
В 1999 году Яан выиграл 1 этап самой престижной супермногодневки Тур де Франс. Этот успех позволил ему облачится в жёлтую майку лидера гонки, которую он носил до 7 этапа включительно.
2001 год - наиболее успешный в карьере Кирсипуу. Он выиграл 6 этап Большой Петли, занял второе место в генеральной классификации Тура Дании, победил на этапе Тура Люксембурга, Тура Средеземноморья, на двух этапах Кольца Сарта, во второй раз в карьере стал чемпионом Эстонии в гонке с раздельным стартом.
В 2002 году одержал викторию на 5 этапе Тур де Франс, победил на однодневной гонке Кюрне — Брюссель — Кюрне и стал абсолютным чемпионом Эстонии в гонках, проводимых на шоссе. В 2004 году велогонщик выиграл 1 этап Тур де Франс.
В 2005 Яан Кирсипуу сменил команду и стал выступать за французский коллектив Crédit Agricole. Самой крупной победой Яана в этой команде стала виктория на 4 этапе Тура Польши. С этого момента карьера спортсмена пошла на спад. Он ещё несколько раз становился чемпионом своей страны не являясь гонщиком какой-либо профессиональной команды.
В 2009 году эстонец подписал контракт с командой L2A, за которую выступал в гонках, преимущественно проходивших за пределами Европы. С 2010 года два сезона провел в команде CKT TMIT–Champion System, после чего принял решение окончательно завершить профессиональную карьеру спортсмена.
С 2013 по 2014 год был спортивным директором казахстанской профессиональной шоссейной команды высшего дивизиона Astana Pro Team.
С 2020 года работает в эстонской команде Tartu2024 Cycling Team:
- 2020 - 2022 спортивный директор
- 2023 - 2023 генеральный менеджер
- 2024 - ........ представитель команды

## Рейтинги
| Год                      | 1997 | 1998 | 1999 | 2000 | 2001 | 2002 | 2003 | 2004 | 2005  | 2006 | 2007 | 2008 | 2009  | 2010  | 2011  | 2012  |
| ------------------------ | ---- | ---- | ---- | ---- | ---- | ---- | ---- | ---- | ----- | ---- | ---- | ---- | ----- | ----- | ----- | ----- |
| Мировой рейтинг FICP/UCI | 52-й | 23-й | 11-й | 47-й | 14-й | 47-й | 30-й | 43-й |       |      |      |      |       |       |       |       |
| ПроТур UCI               |      |      |      |      |      |      |      |      | 153-й | -    | -    | -    |       |       |       |       |
| Европейский тур UCI      |      |      |      |      |      |      |      |      |       |      | -    | -    | 184-й | 207-й | 243-й | 648-й |
| Азиатский тур UCI        |      |      |      |      |      |      |      |      |       |      | -    | -    | 115-й | 69-й  | 71-й  | -     |
| Океанский тур UCI        |      |      |      |      |      |      |      |      |       |      | -    | -    | -     | 17-й  | -     | -     |
| Африканский тур UCI      |      |      |      |      |      |      |      |      |       |      | -    | -    | 22-й  | -     | -     | -     |
|                          |      |      |      |      |      |      |      |      |       |      |      |      |       |       |       |       |
| Источник: UCI            |      |      |      |      |      |      |      |      |       |      |      |      |       |       |       |       |